# Lista de pinturas de Adriano de Sousa Lopes

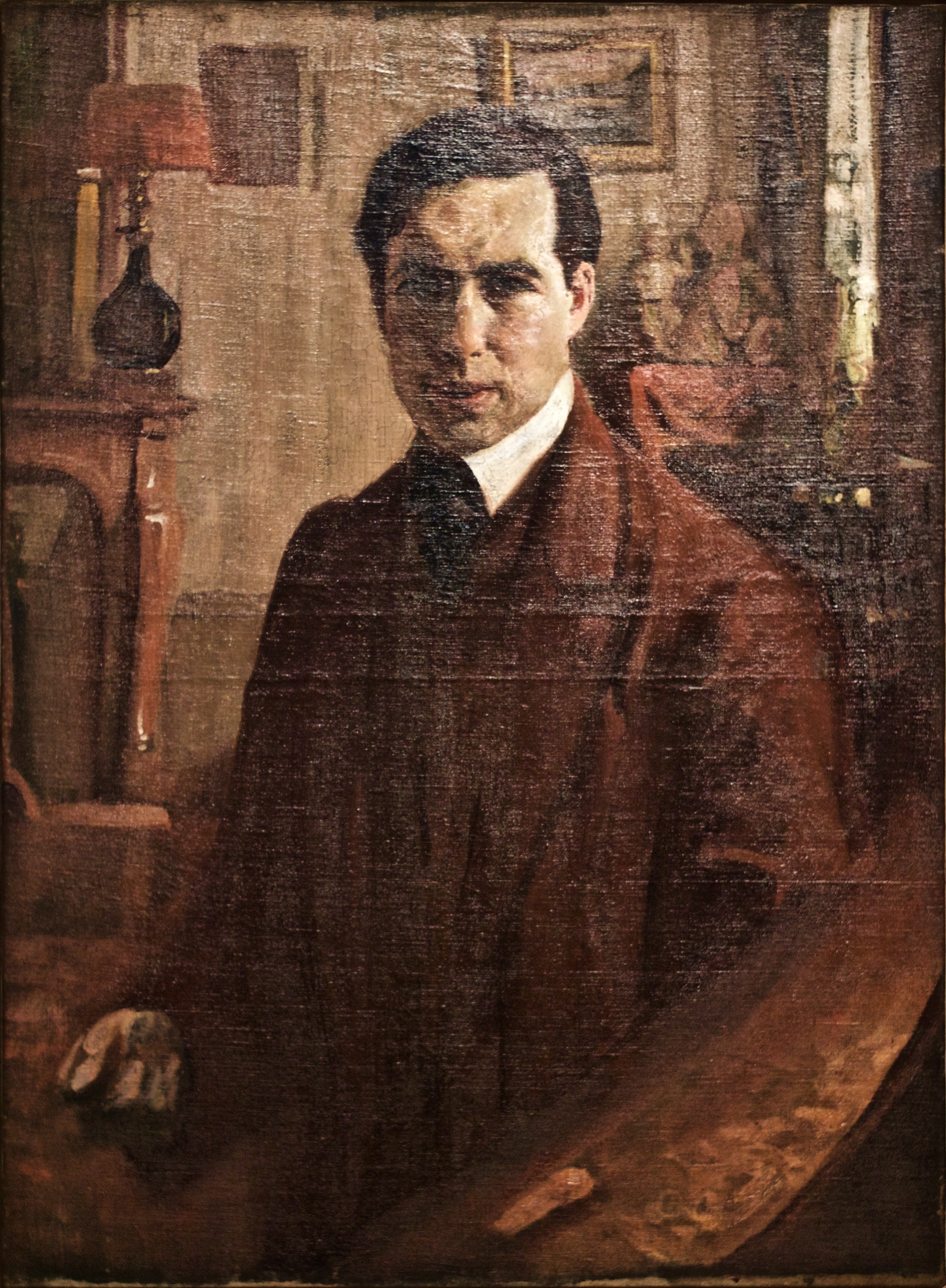
Autorretrato (c. 1907) de Adriano de Sousa Lopes

Esta é uma lista de pinturas de Adriano de Sousa Lopes, lista não exaustiva das pinturas deste artista, mas tão só das que se encontram registadas na Wikidata.
A lista está ordenada pela data de criação de cada pintura.
Como nas outras listas geradas a partir da Wikidata, os dados cuja designação se encontra em itálico significa que apenas têm ficha na Wikidata, não tendo ainda artigo próprio criado na Wikipédia.
Adriano de Sousa Lopes (1879-1944) foi um artista prolífico e versátil, um elogiado colorista, um pintor eclético, tendo tratado uma grande variedade de temas com ampla variação estilística. É porém na pintura de paisagem que Sousa Lopes manifesta a sua vocação pessoal: existem dele numerosas versões de marinhas e céus, vistas de beira mar ou de cidades e povoações de Portugal e de países que visitou como França, Bélgica, Itália, Marrocos e Espanha.
| Imagem | Título                                                                            | Data           | Retrata                                             | Coleção                                        | Descrito em |
| ------ | --------------------------------------------------------------------------------- | -------------- | --------------------------------------------------- | ---------------------------------------------- | ----------- |
|        | Barcos                                                                            | século XIX     |                                                     | No/unknown value                               |             |
|        | Narcisos                                                                          | século XIX     |                                                     | Casa-Museu dos Patudos                         |             |
|        | Rua em cidade do norte de Portugal                                                | 1900           |                                                     | Ministério das Finanças                        |             |
|        | Engano de alma, ledo e cego...                                                    | 1901           |                                                     | Museu da Sociedade Martins Sarmento            |             |
|        | Le Moulin Rouge (noite)                                                           | 1904           |                                                     | Museu Nacional de Arte Contemporânea do Chiado |             |
|        | O cinzelador                                                                      | 1905           |                                                     | Museu Nacional de Arte Contemporânea do Chiado |             |
|        | Auto-retrato                                                                      | 1907           | Adriano de Sousa Lopes                              | Museu Calouste Gulbenkian                      |             |
|        | Pôr do sol sobre o Grande Canal de Veneza (estudo)                                | 1907           | Veneza                                              |                                                |             |
|        | As Ondinas (Heine)                                                                | 1908           |                                                     | Museu Nacional de Arte Contemporânea do Chiado |             |
|        | Praia em Portugal                                                                 | 1908           | Nazaré                                              | Museu Calouste Gulbenkian                      |             |
|        | Bruges                                                                            | 1908           | Bruges                                              | Museu Calouste Gulbenkian                      |             |
|        | Entendei que segundo amor tiverdes/ Tereis o entendimento                         | 1910           |                                                     | Museu Nacional de Arte Contemporânea do Chiado |             |
|        | Entendei que segundo amor tiverdes/ Tereis o entendimento                         | 1910           |                                                     | Museu Nacional de Arte Contemporânea do Chiado |             |
|        | Os cavadores (estudo)                                                             | 1911           | agricultor                                          | No/unknown value                               |             |
|        | Efeito de luz                                                                     | 1914           |                                                     | Museu Nacional de Arte Contemporânea do Chiado |             |
|        | Auto-retrato                                                                      | 1917           | Adriano de Sousa Lopes                              | Museu Nacional de Arte Contemporânea do Chiado |             |
|        | Retrato de Luciano Freire                                                         | século XX      | Luciano Freire                                      | Museu Nacional de Arte Contemporânea do Chiado |             |
|        | Bombardeamento Aéreo (Noite de 1 de agosto de 1918 - Boulogne sur Mer, França)    | 1918           | Primeira Guerra Mundial                             | Museu do Combatente                            |             |
|        | A Rendição (estudo)                                                               | 1918           | Primeira Guerra Mundial                             | Museu do Combatente                            |             |
|        | A Rendição                                                                        | 1919           | Primeira Guerra Mundial                             | Museu Militar de Lisboa                        |             |
|        | A blusa azul                                                                      | 1920           |                                                     | Museu Nacional de Arte Contemporânea do Chiado |             |
|        | Mulher na praia                                                                   | 1920           |                                                     | No/unknown value                               |             |
|        | A Blusa Azul                                                                      | 1920           |                                                     |                                                |             |
|        | Efeitos de luz                                                                    | 1922           |                                                     | Museu Nacional de Arte Contemporânea do Chiado |             |
|        | Barco                                                                             | 1922           |                                                     | Museu Nacional de Arte Contemporânea do Chiado |             |
|        | Blue Blouse                                                                       | década de 1920 |                                                     | Museu Nacional de Arte Contemporânea do Chiado |             |
|        | Os cavadores                                                                      | 1924           |                                                     | Instituto Superior de Agronomia                |             |
|        | As duas irmãs                                                                     | 1924           |                                                     |                                                |             |
|        | Outono em Castelo de Vide                                                         | 1925           |                                                     | Museu Nacional de Arte Contemporânea do Chiado |             |
|        | Pátio argelino                                                                    | 1925           |                                                     | No/unknown value                               |             |
|        | Efeito de mar                                                                     | 1925           |                                                     | Museu Nacional de Arte Contemporânea do Chiado |             |
|        | No parque                                                                         | 1926           |                                                     | Museu do Design e da Moda                      |             |
|        | Caparica                                                                          | 1926           |                                                     | Museu Nacional de Arte Contemporânea do Chiado |             |
|        | Retrato de Madame S. L.                                                           | 1927           |                                                     | Museu Nacional de Arte Contemporânea do Chiado |             |
|        | Lançando o barco ao mar                                                           | 1927           |                                                     | Museu Nacional de Arte Contemporânea do Chiado |             |
|        | Saint-Tropez                                                                      | 1929           |                                                     | No/unknown value                               |             |
|        | Velas na luz                                                                      | 1930           |                                                     | Museu Nacional de Arte Contemporânea do Chiado |             |
|        | Olaias na Tapada das Necessidades                                                 | 1930           |                                                     | Museu de Leiria                                |             |
|        | Necessidades - Casa do Regalo                                                     | 1930           |                                                     | No/unknown value                               |             |
|        | Combate do navio patrulha Augusto de Castilho                                     | 1931           | Primeira Guerra Mundial NRP Augusto Castilho (1915) | Museu Militar de Lisboa                        |             |
|        | Remuniciamento da artilharia                                                      | 1932           | Primeira Guerra Mundial                             | Museu Militar de Lisboa                        |             |
|        | Moliceiros                                                                        | 1939           |                                                     | Museu Marítimo de Ílhavo                       |             |
|        | O Infante D. Henrique faz a entrega do plano das descobertas ao capitão da Armada | 1944           | Henrique, o Navegador                               | Palácio de São Bento                           |             |
|        | Q116294397                                                                        | 1944           |                                                     | Palácio de São Bento                           |             |
|        | Descarga do barco                                                                 | século XX      |                                                     | Museu Nacional de Arte Contemporânea do Chiado |             |
|        | Puxando a rede                                                                    | século XX      |                                                     | Museu Nacional de Arte Contemporânea do Chiado |             |
|        | Moliceiros ao sol                                                                 | século XX      | moliceiro                                           | Museu de Leiria                                |             |
|        | Bruges                                                                            | século XX      | Bruges                                              | Museu Calouste Gulbenkian                      |             |
|        | Areal                                                                             | século XX      |                                                     | Museu Nacional de Arte Contemporânea do Chiado |             |
|        | Caparica                                                                          | século XX      | Costa da Caparica                                   | No/unknown value                               |             |
|        | O Namoro no Alentejo                                                              | século XX      |                                                     | Casa-Museu dos Patudos                         |             |
|        | Pescadores                                                                        | século XX      |                                                     | No/unknown value                               |             |
|        | Natureza morta, vaso com flores                                                   | século XX      |                                                     | No/unknown value                               |             |
|        | Autorretrato                                                                      | século XX      | Adriano de Sousa Lopes                              | Museu Nacional de Soares dos Reis              |             |
|        | Senhora da praia                                                                  | século XX      |                                                     | No/unknown value                               |             |

∑ 55 items.